# Schloss Glött

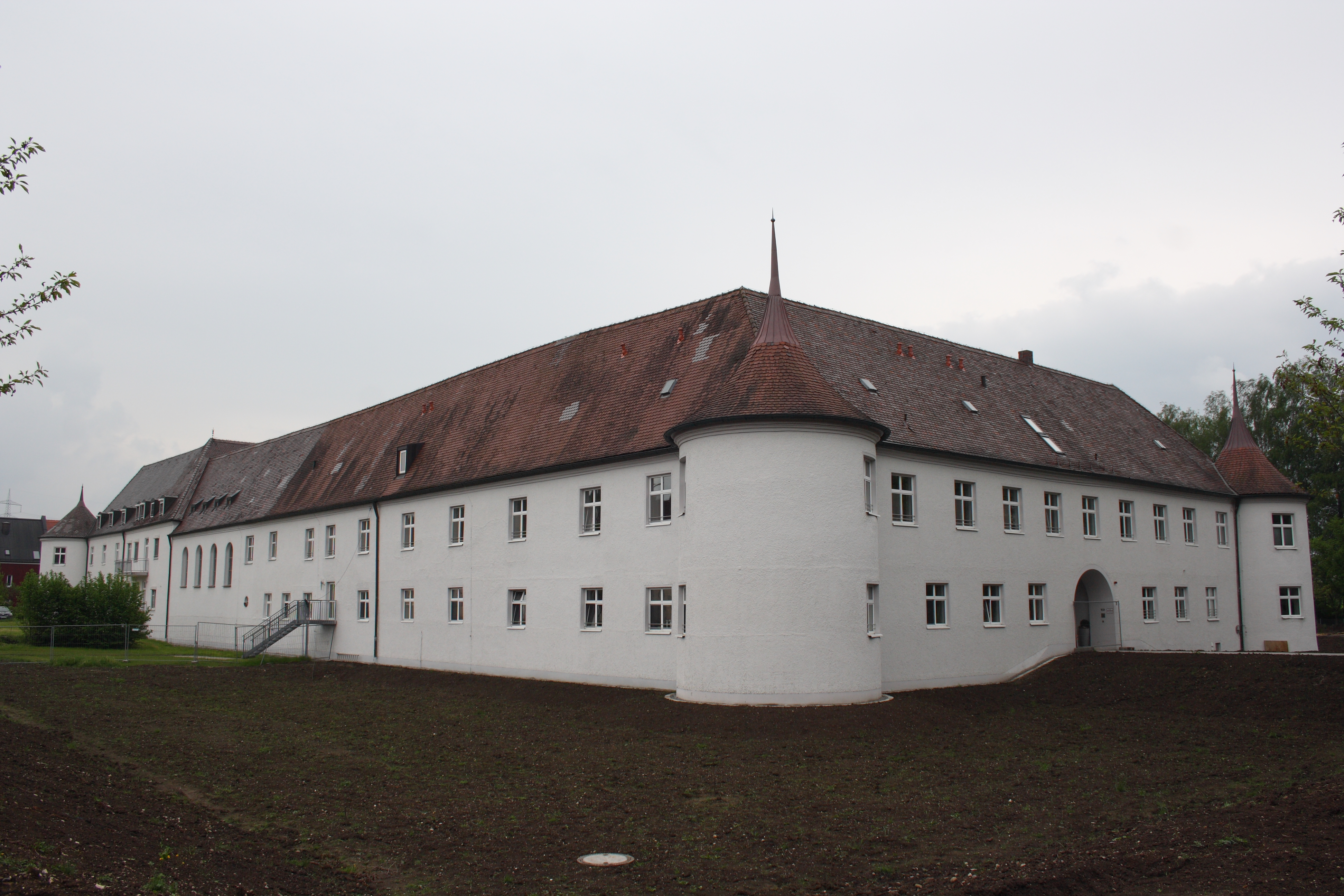
Schloss in Glött

Das ehemalige Fuggerschloss Glött war ein Wasserschloss. Es liegt am Südrand des Donautals in der ca. 15 Kilometer südlich von Dillingen an der Donau gelegenen Gemeinde Glött im Landkreis Dillingen. Das Schloss gab der Linie Fugger-Glött ihren Namen.

## Geschichte
Im Jahre 1537 kaufte Anton Fugger von der Lilie Ort und Schloss Glött, gelegen in der Markgrafschaft Burgau, und ließ neben dem bestehenden Schloss von 1550 bis 1560 eine zweigeschossige Dreiflügelanlage mit zwei runden Ecktürmen am Nordflügel, umgeben von einem Wassergraben, errichten. 1869 erwarb Regens Johann Evangelist Wagner für 25.000 Gulden von Graf Fidel Ferdinand von Fugger-Glött das Areal (dazu gehörten neben dem repräsentativen Schloss u. a. ein massives Ökonomiegebäude mit Stall für Pferde und Vieh, ein Hühnerhaus, eine geräumige Benefizatenwohnung und eine eigene Hauskapelle) und eröffnete darin die Kretinenanstalt zum heiligen Josef. Die Dillinger Franziskanerinnen übernahmen die Betreuung und Pflege der Heimbewohner. Erste Oberin der Heil- und Pflegeanstalt war eine Tochter des bisherigen Schlossbesitzers, Sr. M. Hildegard von Fugger-Glött, die im September 1869 mit 10 Pflegebedürftigen in das Gebäude einzog.
Die Errichtung der Anstalt wurde vor allem aus finanziellen Gründen kritisiert. Doch Regens Wagner hielt den Kritiker entgegen:
Warum kauft er dann, wenn er kein Geld hat? werdet ihr sagen. Brüder, der Unterzeichnete hat schon ein Geld, aber nicht genug. Und nun muß man es machen, wie man es bei den meisten und herrlichsten Werken der Kirche machte: Mehrere stehen zusammen; dann geht es wohl. - Man lasse den Staat für diese Unglücklichen sorgen! sagt ihr, Brüder! Die schon sehr belasteten Staatskassen ertragen keine neue Belastung. Wenn der Staat bauen soll, wird es auf jeden Fall ein teuer Bau. Und Arbeitsleute, die aus heiliger Liebe und umsonst arbeiten wie die guten Franziskanerinnen, bekommt der Staat nicht. Es gibt eben Dinge, die der christlichen Caritas angehören und die nur unter ihrer Pflege gedeihen.
Regens Wagner wurde nicht enttäuscht. Er erhielt über 40.000 Gulden an Spenden, König Ludwig II. von Bayern stiftete den ebenso wohltuenden als ermunternden Beitrag von 800 Gulden.
Von 1932 bis 1934 wurden der Ost- und Westflügel nach Süden verlängert. Des Weiteren kam ein Südtrakt als vierter Flügel hinzu. Während des Jahres 1940 kamen mehrmals die grauen Omnibusse um Behinderte abzuholen, die nie mehr wieder zurückkehrten. Ab Januar 1941 bis nach Kriegsende hatte man das Schloss auch als Lazarett benutzt.
Von 1979 bis 1981 erfolgten weitere Umbauten. Dabei wurden Verbindungsbauten vom Südflügel zu den beiden runden Ecktürmen angefügt sowie verschiedene Wirtschaftsgebäude abgetragen.
Das Schloss ist im Besitz des Regens-Wagner-Instituts Dillingen und ist nicht der Öffentlichkeit zugänglich. Zurzeit leben in der caritativen Einrichtung der Regens-Wagner-Stiftung Glött ca. 118 Bewohner.
Vom 14. bis 18. Juli 2011 wurde 450 Jahre Schloss Glött und 300 Jahre Fugger von Glött gefeiert.